# Stasimopus nanus
Stasimopus nanus is een spinnensoort uit de familie van de valdeurspinnen (Ctenizidae).
De wetenschappelijke naam van de soort werd in 1917 gepubliceerd door Richard William Ethelbert Tucker.